# Tingstads kyrka

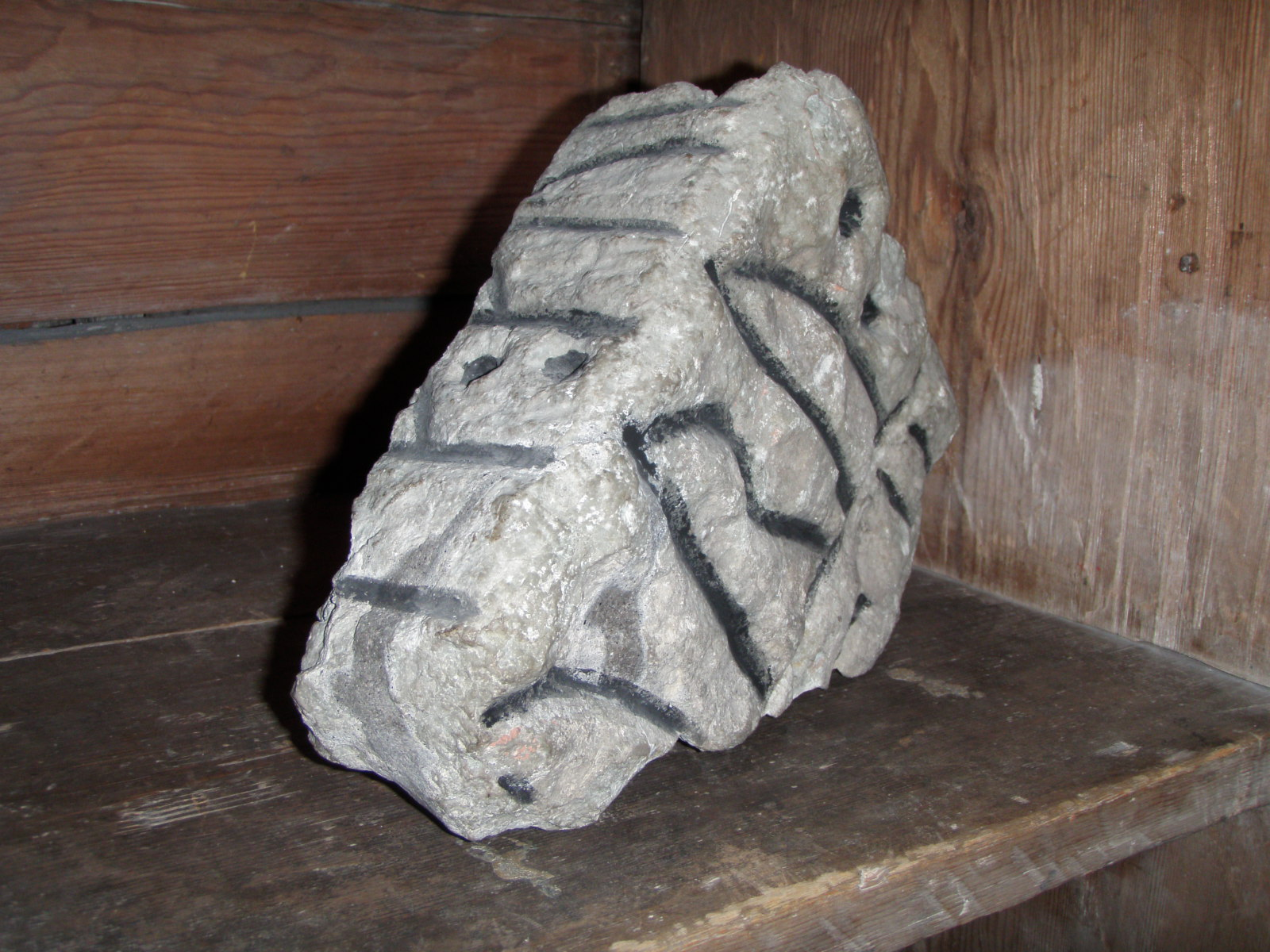
Ett fragment av en Eskilstunakista visar att i Tingstad fanns en första kyrka redan i slutet av 1000-talet.

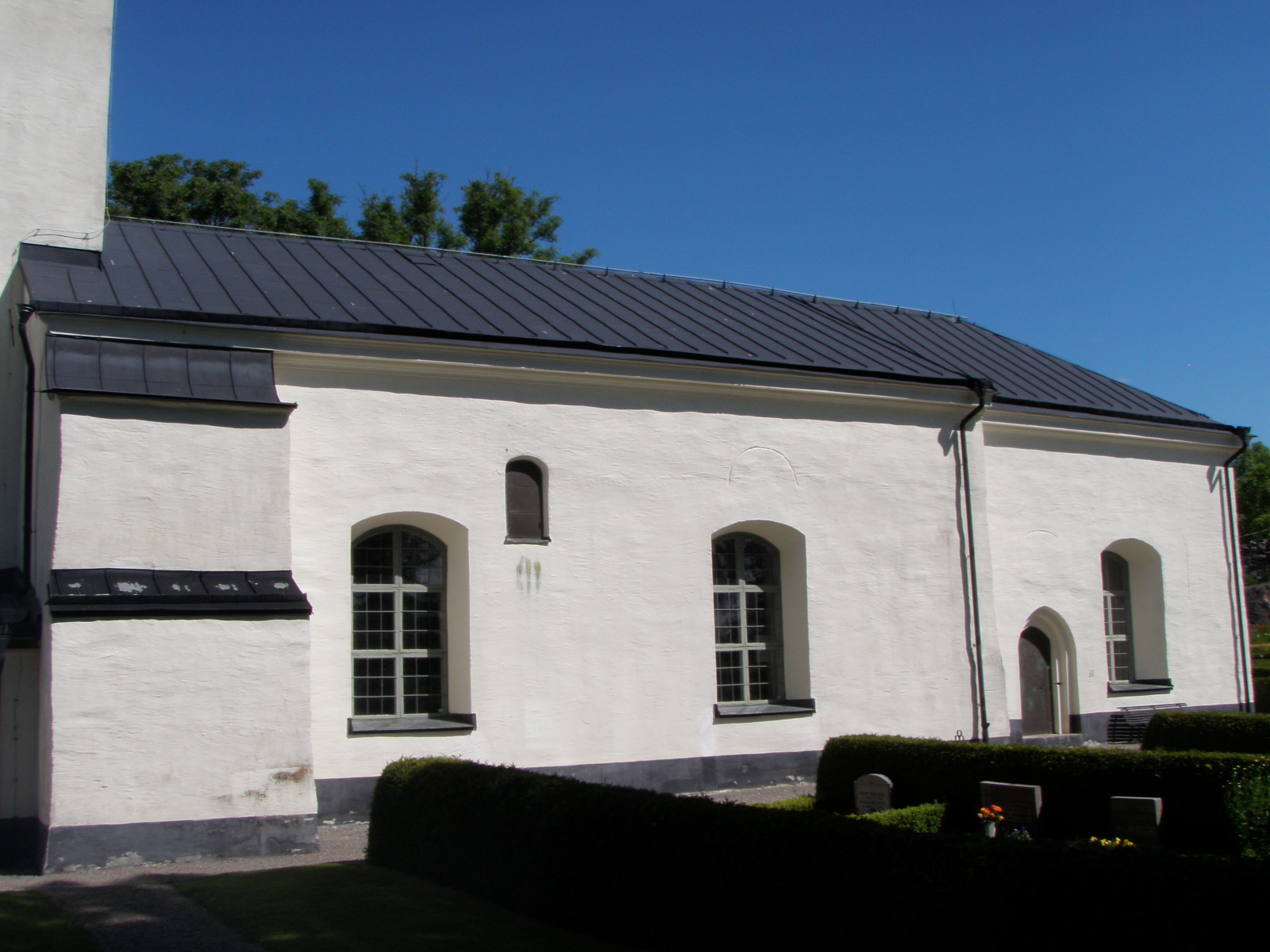
Långhusets södra fasad hade ett vapenhus fram till 1860, då det revs i samband med Tingstads kyrkas senaste stora yttre ombyggnation.

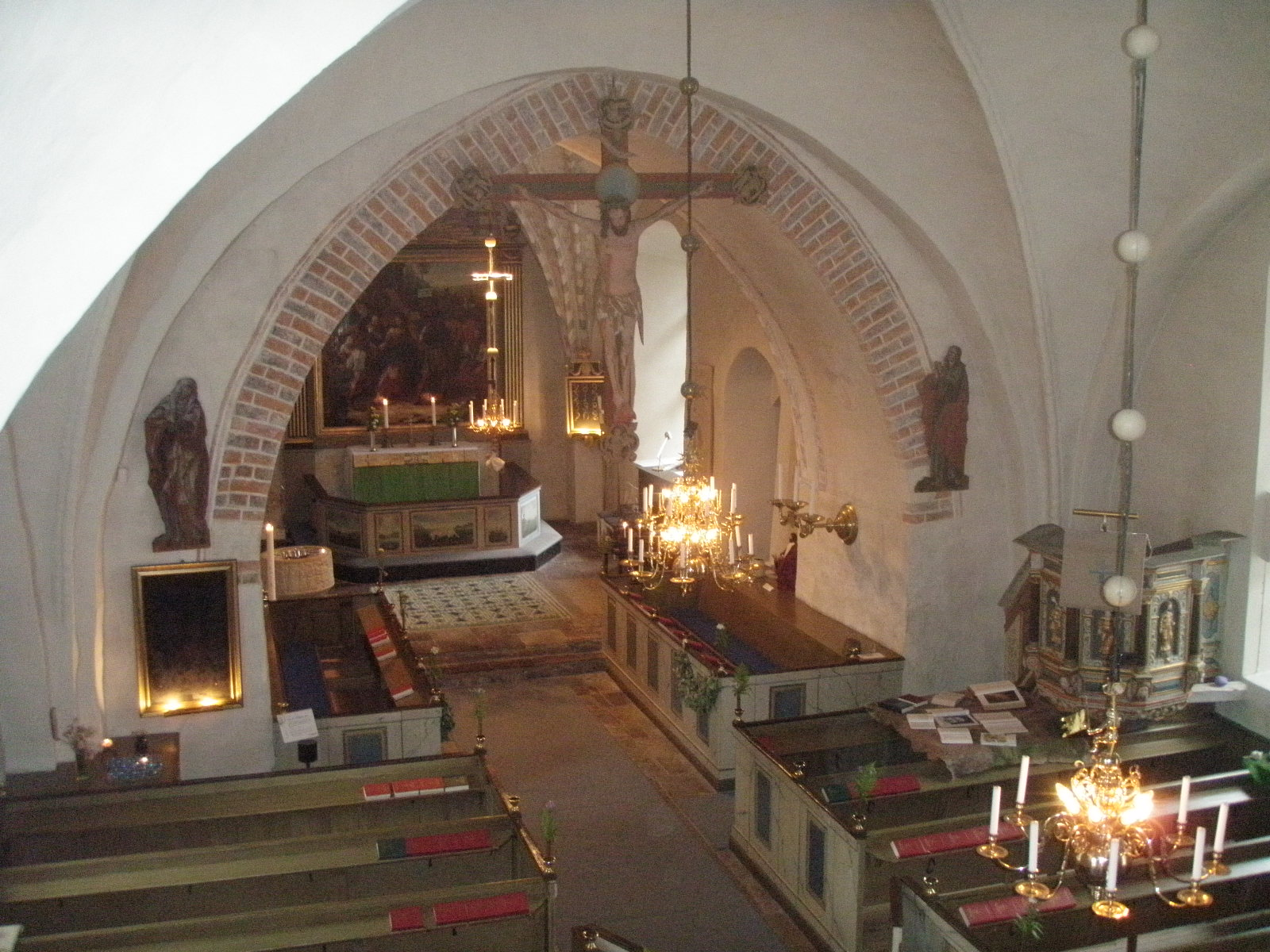
Triumfkrucifixet från 1400-talet kompletterades 1671 med två på bräder målade figurer, föreställande Maria och Johannes, för att bilda en kalvariegrupp.

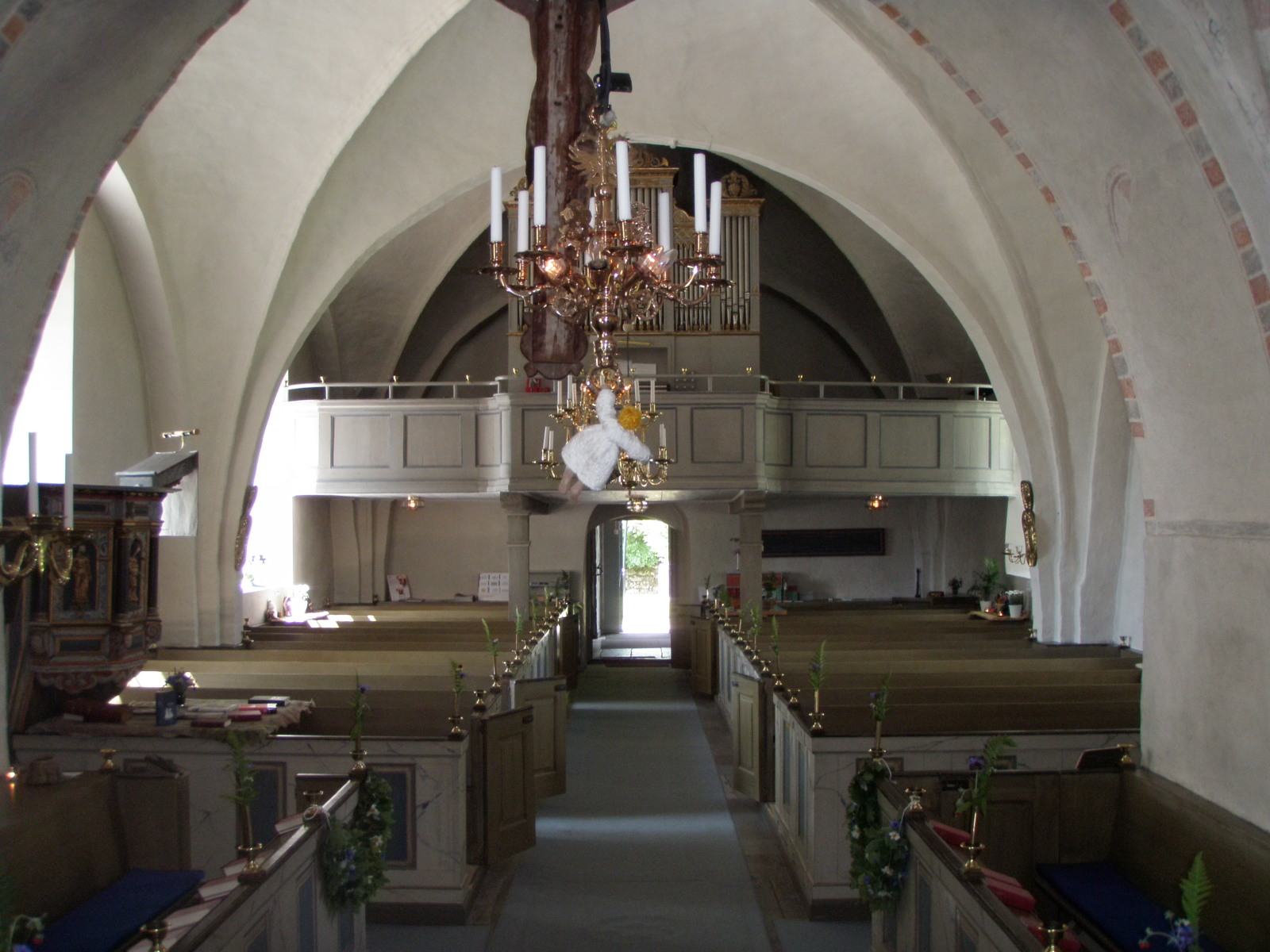
Sommarblomster i kyrkorummet. Interiörbild, sedd mot orgelläktaren.

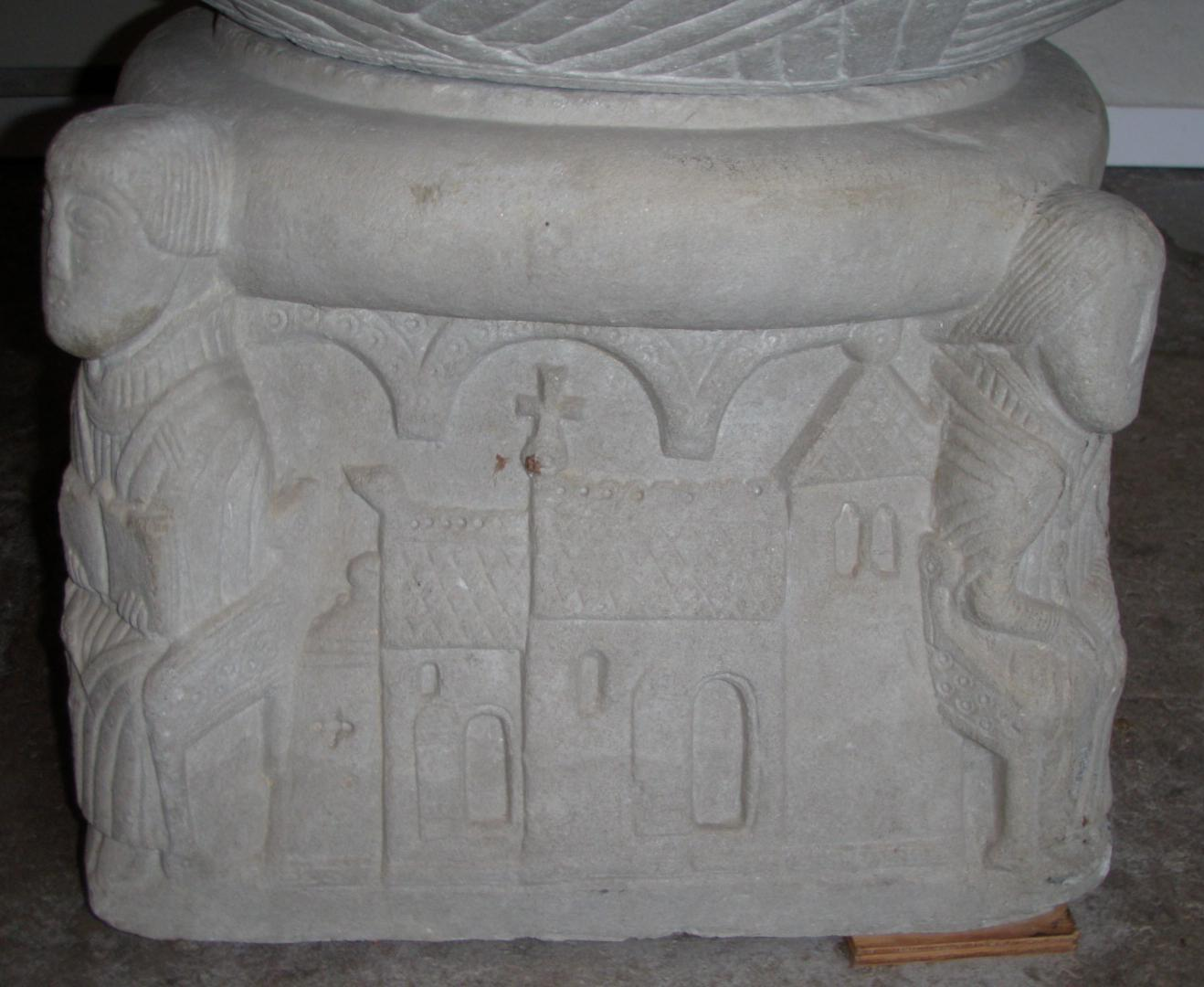
Romansk kyrka avbildad på dopfunten i Tingstads kyrka. Gotländskt arbete av mäster Sigraf omkring 1200. Nu i Statens historiska museum. En avgjutning är sedan 1961 uppställd i kyrkans kor.

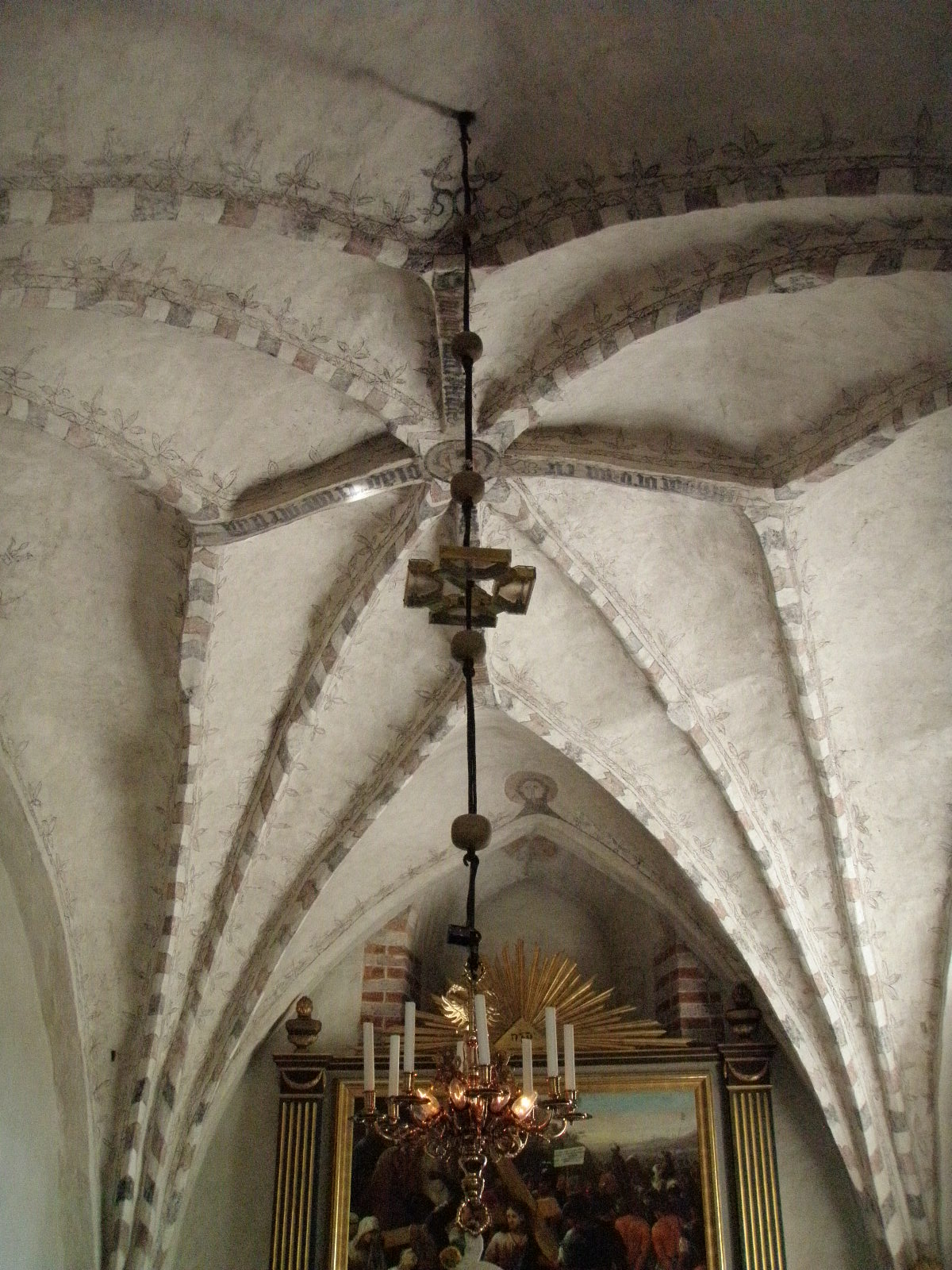
Kalkmålning i korvalvet. Enligt inskrift från 1463.

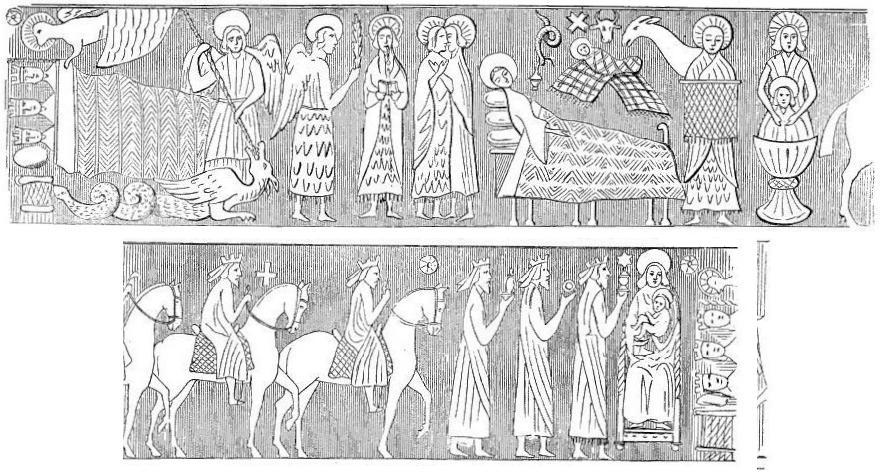
Dopfunten i Tingstads kyrka är dekorerad med scener ur Kristus födelse. Säves ritning från 1862.

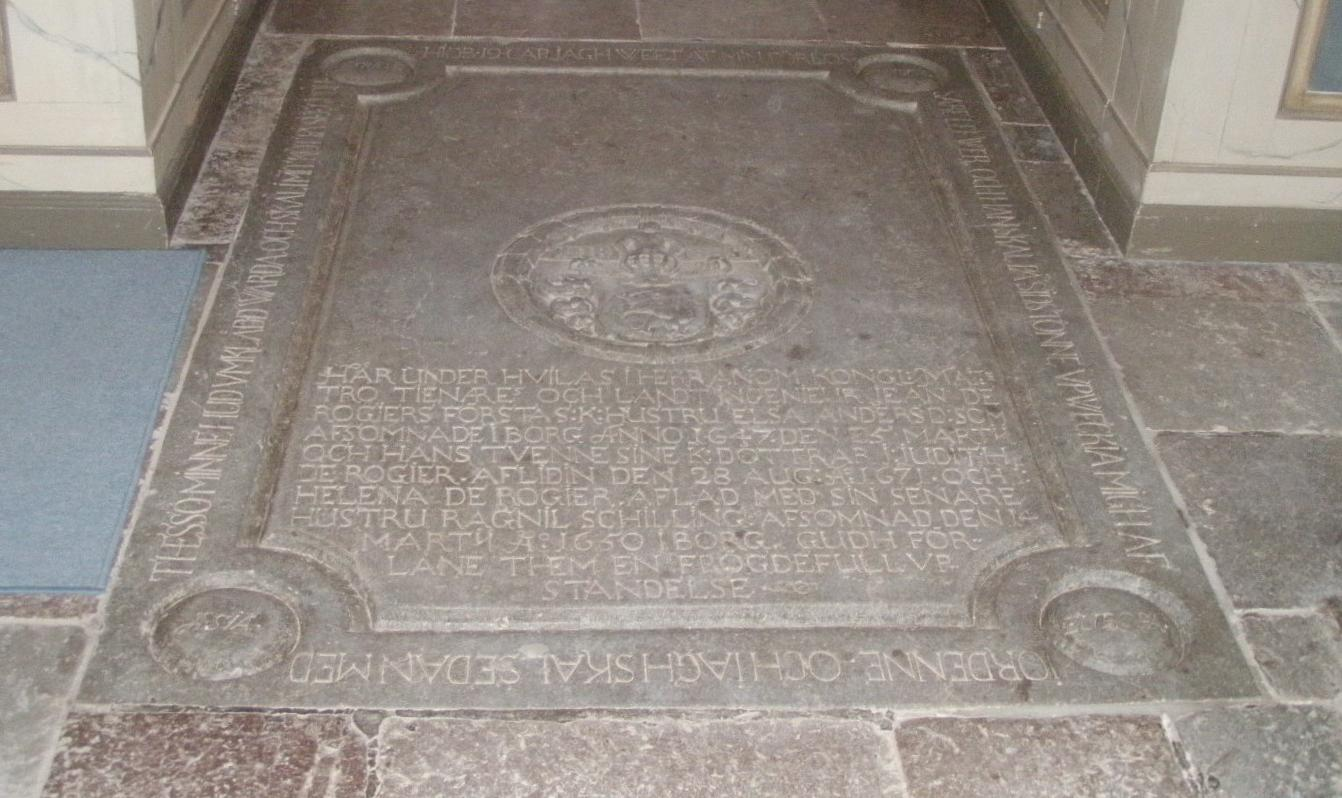
Lantmätare Jean de Rogiers, med hustru Ragnhild Schillings, gravsten i mittgången i långhuset. Den var märklig för sin samtid, istället för kerubhuvuden eller evangelistsymboler i rundlarna i gravstenens hörn finns de under 1600-talet kända fyra världsdelarna, det vill säga Europa, Asien, Afrika och Amerika.

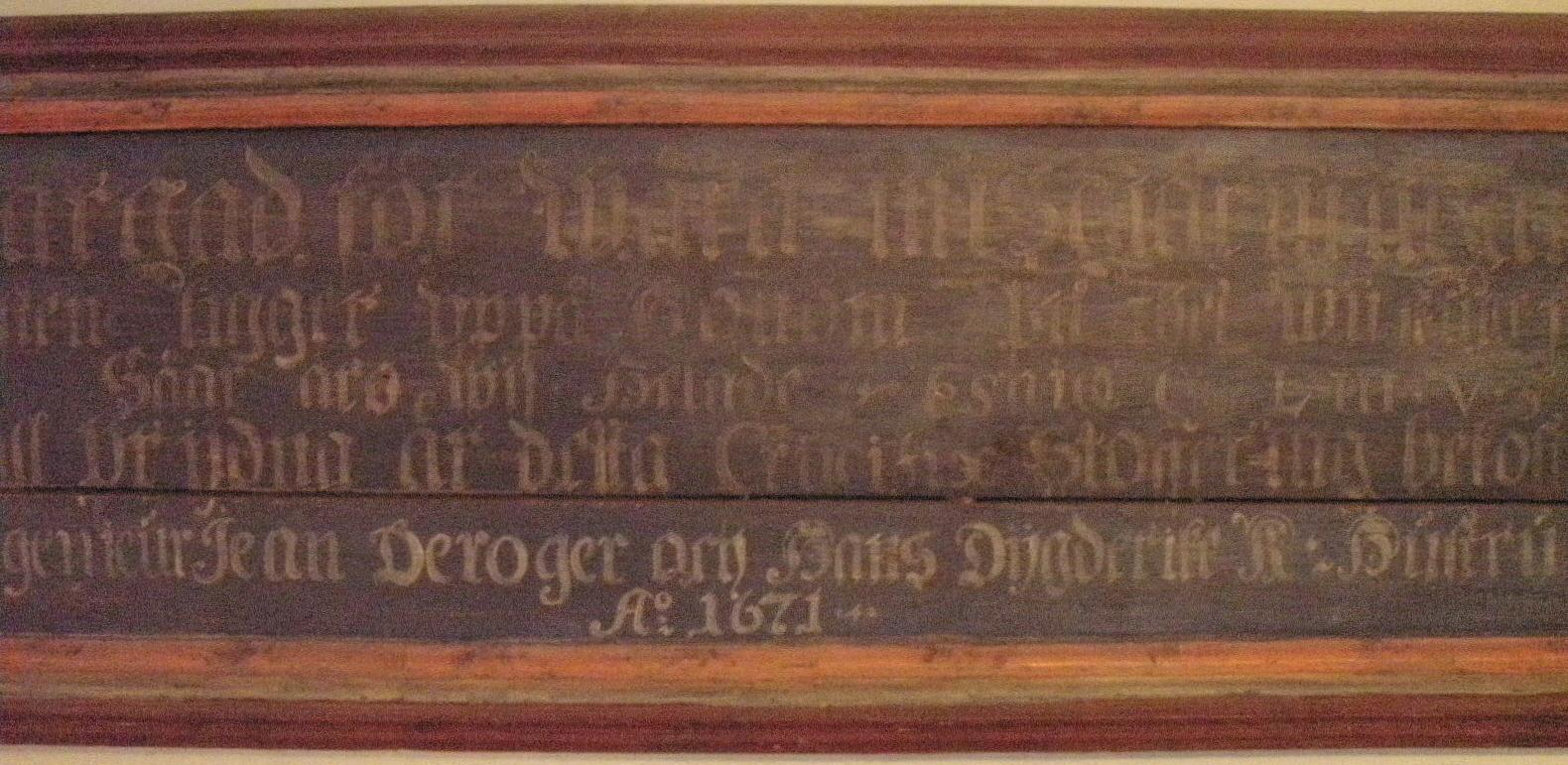
När det senmedeltida triumfkrucifixet restaurerades 1671 på bekostnad av lantmätaren Jean de Rogier och hans hustru Ragnhild Schilling på Fransberg i Tingstads socken, satte de upp en minnestavla för detta värv, som numera är upphängd under läktaren i Tingstads kyrka.

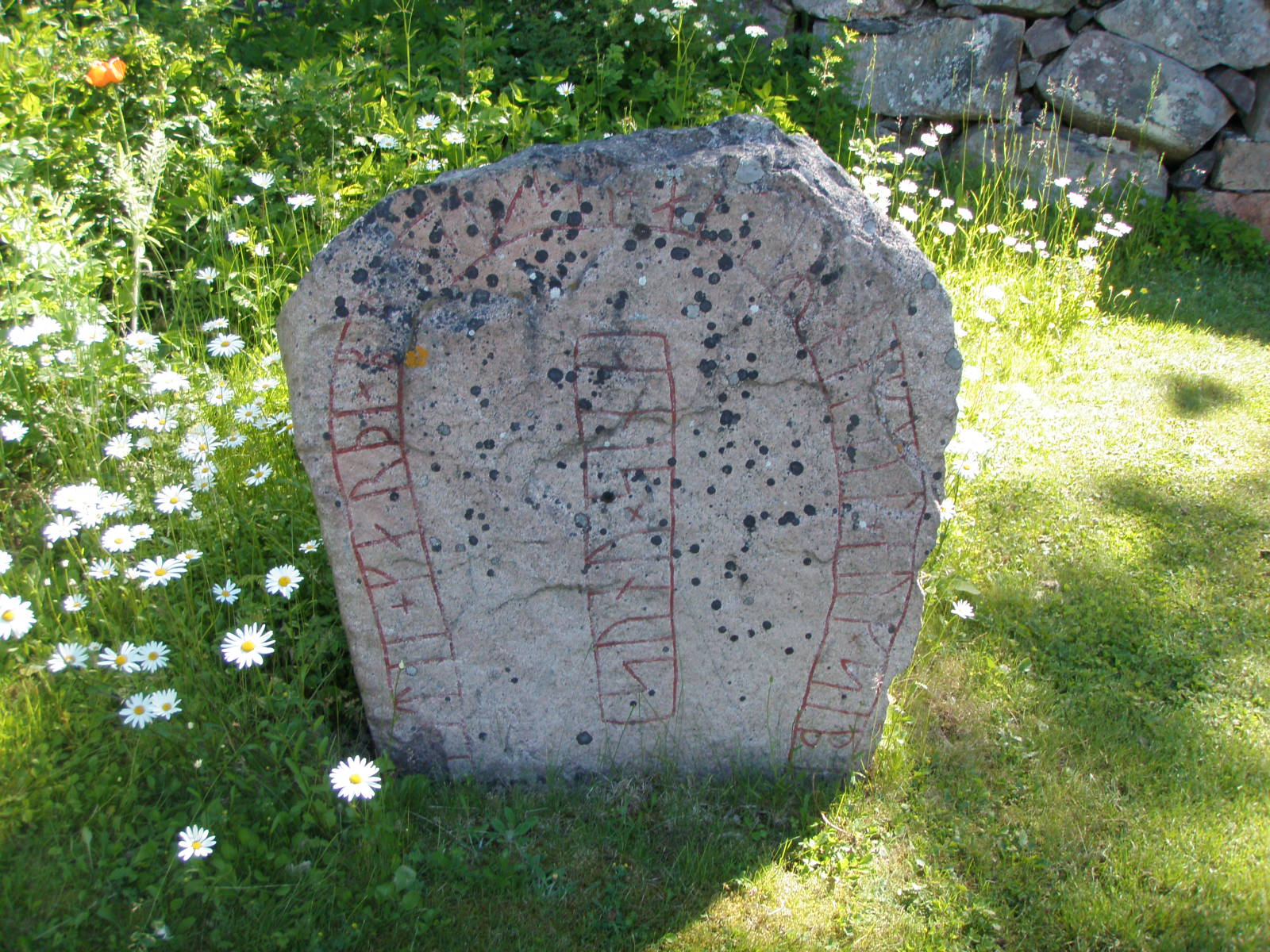
Utmed något vattendrag längs en väg i Tingstads socken reste Afrid denna brosten, vars text lyder: Afrid gjorde denna bro efter Hemkel och Sibbe, sina söner. Efter att ha sedan dess under en lång tid ha varit inmurad i den sydöstra kyrkogårdsporten, står runstenen numera på kyrkogården i Tingstad.

Tingstads kyrka är en kyrkobyggnad i Tingstads socken i Norrköpings kommun. Den tillhör Norrköpings S:t Johannes församling i Linköpings stift.
Kyrkan är medeltida och uppfördes sannolikt under första hälften av 1200-talet, men har byggts till under århundradena, bland annat 1769 då tornet tillkom och skeppets exteriör ändrades på 1860-talet. Ett avlatsbrev från 1442 uppger att Tingstads kyrka ursprungligen har varit helgad åt Sankt Olof.

## Kyrkobyggnaden
I tornmuren, i den del som vetter åt kyrkan, påträffades under restaureringen 1957 två små stycken av en Eskilstunakista i kalksten. De båda styckena, som visade sig ha fullständig passning sammanfogades, men då endast sex runor var läsbara gick det inte att tolka över vem som denna tidigkristna gravhäll var rest över. Enligt den vedertagna tolkningstraditionen brukar dessa runristade kistor innebära att på platsen ska ha funnits en kristen begravningsplats och sannolikt en kyrka redan under andra hälften av 1000-talet. I så fall torde den nuvarande gråstenskyrkan ha haft en föregångare i trä, medan dagens kyrka uppfördes tidigast under 1100-talets slut eller mer sannolikt under 1200-talets förra hälft, vilket arkitektoniska byggnadsdetaljer i kor, långhus och portaler visar. Sakristian tillkom på 1400-talet, medan tillkomsten av vapenhuset, som revs åren omkring 1860, är okänd. Dock verkar den enligt Nils Månsson Mandelgrens teckningar av Tingstads kyrka 1846–1847 (se länk nedan) vara från medeltiden eller vasatiden, fönsteröppning och takmålning tyder på detta. Nuvarande kyrktornet i väster uppfördes 1767–1769 av byggmästaren Anders Hansson i Kärna, men sannolikt fanns redan på medeltiden ett kyrktorn på samma plats, ty vid ovanstående restaurering på 1950-talet fann man vid västgaveln av långhuset en bågöppning som stått i förbindelse med en tillbyggnad som enligt bågöppningens utseende var samtida med långhuset och koret. En kartbild av Tingstad kyrka och prästgård från 1636 bekräftar antagandet, för enligt lantmätaren Jean de Rogiers karta hade kyrkan både kyrktorn och fristående klockstapel under första hälften av 1600-talet. Det kan indikera att det medeltida västtornet uppfördes som försvarstorn, som på många andra platser i Östergötland under samma tid. När det i så fall revs framkommer inte i de historiska handlingarna. De sista omfattande ändringarna av kyrkans yttre skedde i början av 1860-talet, då taket sänktes, strävpelare uppfördes för hållfasthetens skull och fönsteröppningarna fick det utseende de ännu har idag.

## Interiör
I kyrkan hittas spår av igensatta fönster från kyrkans äldsta tid, varav det östliga i koret och den spetsbågiga triumfbågen berättar att kyrkan byggdes om under höggotiken, då man även imiterade tegelmurning genom målningsdekorationer. Tre kryssvalv i långhus och sakristia, samt ett stjärnvalv i koret – allt i tegel – tillkom på 1400-talet. Samtida är två figurmålningar, löstagna från baksidan av altaret och uppmonterade på träskivor och numera förvarade i koret. Två invigningskors hittas bemålade i triumfbågen, en på vardera sida. När nya valv slogs under medeltiden och blev färdiga måste kyrkobyggnaden återinvigas av biskopen för att kunna användas som kyrka. Vid invigningen gick biskopen runt i byggnaden och strök kors på väggarna med helig olja på olika ställen. Invigningskorsen, eller konsekrationskorsen, fylldes i och ringades in med färg. Enkla kalkmålningar av växtornament utmed valvribborna är också senmedeltida, medan en närapå oläslig inskrift i triumfbågen torde härröra från nyare tider.

## Inventarier
Kyrkorummets medeltida karaktär kompletteras av en interiör från 1600- och 1700-talet med:  
- Predikstol, utförd av mäster Göran 1667–1669, bemålad 1741 av Anders Wikström från Söderköping.
- Altarrundel, tillverkad av snickaren Jacob Löfgren från Mogata 1778, bemålad 1780 av mästare och gesäller från Norrköping.
- Altartavla föreställande Korsbärandet, målades av Pehr Hörberg 1791. En av konstnärens bättre arbeten.
- Bänkinredningen är från 1860-talets restaurering.

Av kyrkans olika former av ljuskronor, ljusarmar och ljusstakar härstammar de flesta från Stormaktstiden, likaså kalken och patenen i silver. Storklockan är gjuten 1687, medan lillklockan införskaffades från Norrköping 1747, från 1700-talet är även två mässhakar, varav den ena som är av rött siden har ett kinesiskt ursprung och vävdes under 1700-talets första hälft. Dock är kyrkans mest kända och återgivna inventarium en dopfunt i gotländsk kalksten gjord i Tingstad av mäster Sigraf från Gotland omkring 1200. Att den inte har importerats i färdigt skick visas av de kalkstensavslag som döljer sig under kyrkgolvet, funna i samband med en av kyrkans restaureringar. Nuvarande dopfunten i kyrkans kor är en avgjutning som står i Tingstad sedan 1961. Originalet finns uppställd på Statens historiska museum, dit den såldes 1886. På foten av den romanska dopfunten har en samtida kyrka avbildats med torn, långhus, kor och absid. En liknande dopfunt torde ha funnits i Lillkyrka kyrka, troligen dekorerad med samma scener som den i Tingstad. Fragmenten av cuppan och dess fot i Lillkyrka, förvaras i Lillkyrka kyrkas vapenhus. Även två andra dopfuntar i Östanstång har gotländskt ursprung.

### Orgel
- Orgelläktaren uppsattes 1724, medan läktarbarriären är från 1860-talets början, då även 1600-talsorgeln med fem stämmor ersattes.
- 1773 fanns ett gammalt positiv med fem stämmor.[6]
- Den nuvarande orgeln är byggd 1862 av Sven Nordström, Flisby. 1941 byggdes orgeln om av E A Setterquist & Son, Örebro genom att lägga till en 2:a manual och pedal. Ombyggd och utvidgad av Åkerman & Lund Orgelbyggeri AB, Knivsta 1974/1975 där manual II och pedal förnyades och manual I återställdes till ursprungligt skick. En del av materialet från 1941 års orgel finns nu i Smedbykyrkan, Norrköping. Tonomfånget på orgeln är 54/30.

| Huvudverk I      | Svällverk II      | Pedal          | Koppel |
| Borduna 16´      | Gedackt 8´        | Subbas 16´     | I/P    |
| Principal 8´     | Principal 4´      | Dubbelfleut 8´ | II/P   |
| Fleut Amabile 8´ | Waldfleut 2´      | Octava 4´      | II/I   |
| Fugara 8´        | Fagott-Oboe 8'    |                |        |
| Octava 4'        | Crescendosvällare |                |        |
| Fleut 4'         |                   |                |        |
| Quinta 3'        |                   |                |        |
| Octava 2'        |                   |                |        |
| Trumpet 8'       |                   |                |        |

## Kyrkans omnämnande i de äldre hävderna
Av kyrkans medeltida kyrksilver försvann mycket genom Gustav Vasas konfiskationer och kvarlämnades endast en kalk och pyxis (eller paten, det senare enligt Register på kyrke Sylff wtij Östergötlandh Pro ano 1566 och det förra enligt Registrum på thet Sölff szom wpbärs och anammas i… Östergötlandh… Anno etz 1540; Oavsett pyxis eller paten var vikten 1½ lödig mark). Det Tingstads kyrka förlorade var en förgylld krona med vikten 5 lödig mark och 1 lod; förgyllt silver med vikten 3 lödig mark och 5½ lod, samt oförgyllt silver med vikten 8½ lödig mark och 7 lod.
Antikvitetsintendenten Pehr Arvid Säve genomförde en östgötaresa, som varade mellan den 5 juni och den 27 i samma månad 1862, då han reste 66 5/8 mil och besökte 44 socknar och kyrkor i landskapet. Från sitt besök i Tingstads kyrka noterade han följande om kyrkans medeltida inslag:
”Kyrkan, med gamla vackra val höll på att repareras och vitmenas. — I korset av korets stjärnvalv läses i tvenne varandra korsande rader: Inchoat: vrbani: sic olauus tempore tecta. Anno domini pingere perfecta post festum sunt damiani mcdlxii (Inskriften på ribborna i valvets hjässa berättar att det slagits 1463, att arbetet påbörjats vid Urbans tid (25 maj) och slutförts efter den helige Damianus fest (27 september), samt att murmästarens namn varit Olov). I de båda radernas skärning står i en cirkel under krona ett monogram, troligen Maria (Spår finnas, att inskriften varit större). Allvarliga påminnelser gavs om aktsamhet med inskriften. — En gravsten ligger i storgången nedanför altartrappan med endast få bokstäver (från medeltiden) läsliga. — En annan gravsten ligger mitt i storgången, 2 alnar 20 tum lång, 1 aln 14½ tum bred. Av inskriften, som ej upptar mer än 2 sidor, kan början läsas: HIC IACET BRYNIULP (Här vilar Brynulf). En rikt ornerad dopfunt. Skålen är 1 aln 7 tum vid och 21 tum hög. Foten och skålens bilder ses å förestående figurer (Vid besöket gjorde han tre illustrationer av dopfunten, som publicerades i skriften, men även två ritningar av de då befintliga runstenarna som återfinns i originalberättelsen).”

## Lantmätaren Jean de Rogiers gravhäll och minnestavla
En gravsten i mittgången i långhuset är lagd över lantmätaren Jean de Rogier (1600-1684) (namnet stavas även Johan de Rogier), död på Dää i Tingstads socken (Egendomen bytte under denna tid namn till Fransberg, namngivet efter de Rogier som var franskättad. Hans far, Fredrik de Rogier, hade under Karl IX inkommit till Sverige och gått i svensk krigstjänst. Efterledet -berg namngavs ofta under denna tid åt platser som beboddes av samhällets hierarki.), och hans hustru Ragnhild Schilling, är märklig kanske främst för sina symboliska bilder av de under 1600-talet kända fyra världsdelarna Europa, Asien, Afrika och Amerika, placerade inom de rundlar som annars brukas upptagas av kerubhuvuden eller evanglistsymboler. Längs gravstenens kanter löper verserna från Bibelns Job 19:25-26 och gravstenens mitt pryds av en vapensköld med ett stående lejon som håller ett svärd i sin högra ”hand”. Dessutom omnämns avlidna medlemmar av de Rogiers familj, inte paret själva:
”Här under hvilas i herranom Kongl:Majt trotienares och landtingenieur Jean de Rogiers första s(in):k(ära): hustru Elsa Andersd: som afsomnade i Borg anno 1647, den 25 Martij och hans tvenne sine K(ära): döttrar I: Judith de Rogier, aflidin den 28 Aug: a(nn)o 1671 och I: Helena de Rogier, aflad med sin senare hustru Ragnil Schilling, afsomnad den 14 Martij a(nn)o 1650 i Borg. Gudh förläne them en frögdefull upståndelse.”
Paret bekostade 1671 även restaureringen av triumfkrucifixet från 1400-talet, som bland annat bemålades på nytt, vilket en ännu bevarad minnestavla under orgelläktaren berättar. Andra minnesvärda personer som har haft anknytning till Tingstads socken är landstingsdirektören i Stockholm Arne Hugo Piscator, född 6 december 1890 i Tingstad och domprosten Sven Fredrik Lidmans far Sven Lidman var kyrkoherde i Tingstad för två sekel sedan.

## Runstenar

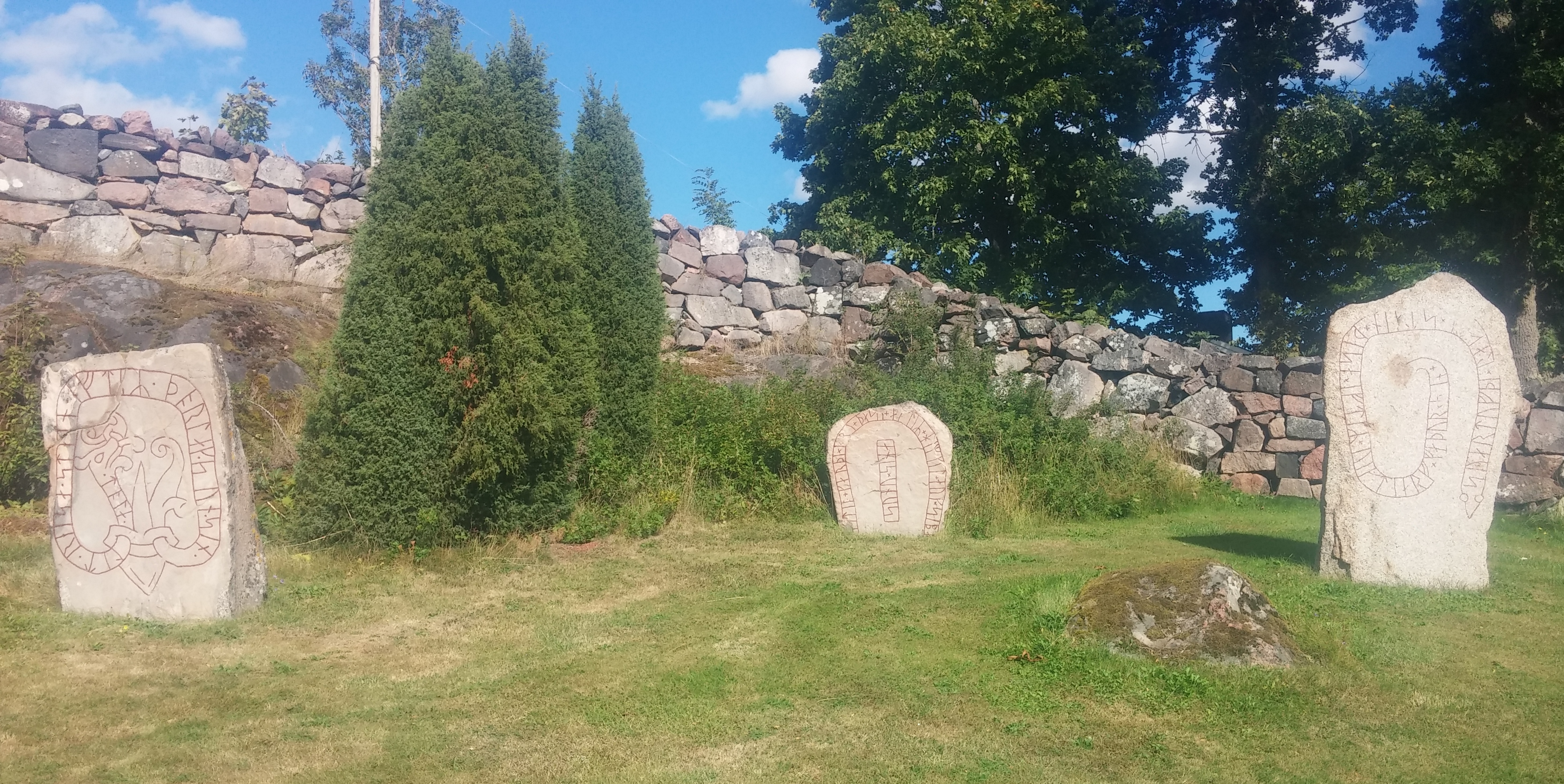
Runstenarna vid Tingstads kyrka

På kyrkogården i Tingstad står tre runstenar, av vilka två tidigare hade legat i kyrkans mur, den tredje i en av de nu rivna stigluckorna, men de kan ha varit fler då ovanstående Pehr Arvid Säve vid sitt besök sommaren 1862 skriver att:
”En runsten i sydöstra kyrkogårdsporten. En annan runsten med ormslingor i kordörrtröskeln, övertäckt av sidostenar och nedtjärad, annars ej svårläst. En runsten i västra kyrkodörren är borttagen, likaså en annan, som, efter uppgift av artisten Mandelgren, skulle finnas i gamla vapenhuset (förkortad version av Säves text, då han även beskriver runstenarnas form, ormslingor och runinskrifter).”
Av de runstenar som Säve avritade tjänstgjorde Östergötlands runinskrifter 156 som tröskelsten i kyrkans södra dörr och togs ut 1862 efter Säves besök samma år och restes 1941 på sin nuvarande plats. Medan runstenen Östergötlands runinskrifter 157 som Säve också avritade fanns i den sydöstra kyrkogårdsporten. På sin nuvarande plats restes den också 1941. Runstenen i det gamla vapenhuset som Mandelgren omnämner torde vara Östergötlands runinskrifter 158, för den hittades 1955 invid långhusmurens sydöstra hörn och hade utgjort en del av golvet i det vapenhus som fanns där fram till 1860. Runstenen som enligt Mandelgren skulle ha en gång suttit vid västra kyrkodörren är ej ännu återfunnen. Det som förenar de tre uppställda runstenarna på kyrkogården är avsaknaden av kors eller kristna böner, men de är ändock resta under sen vikingatiden och den ena runinskriften "Afrid gjorde denna bro efter Hemkel och Sibbe, sina söner" tyder på en kristen brobyggare, då brobyggandet - vilket innebar att folk lättare och mer torrskodda kunde ta sig till kyrkan - ansågs vara en god kristen gärning och räknades till godo på domedagen. Handlingen ansågs lika god som en gåva direkt till kyrkan.
- Wikimedia Commons har media som rör Tingstads kyrka.